# Anatomia unei secunde
Anatomia unei secunde (Antologie S.F. a Cenaclurilor din Timișoara) este o culegere de povestiri științifico-fantastice românești. A apărut la Editura Facla în 1990.

## Cuprins
- „Anticipația, ecluza Timișoara”, eseu de Cornel Ungureanu
- „Orizontul, colți de lup” de Dușan Baiski
- „Grafitti pe un geam aburit” de Dușan Baiski
- „Maidanul cu extratereștri” de Constantin Cozmiuc
- „Așteaptă-mă în visul de mâine” de Constantin Cozmiuc
- „Zece secunde” de Dorin Davideanu
- „Prin timp și spațiu cu Victor Țiblă și Doru Bară” de Dorin Davideanu
- „Privirea stelelor, rece” de Dorin Davideanu
- „Privind spre "Titanic"” de Silviu Genescu
- „Imagini dintr-o lume îndepărtată” de Silviu Genescu
- „Dincolo de albastrul cerului” de Lucian Ionică
- „Eroarea” de Marcel Luca
- „Explozia clipei” de Marcel Luca
- „Mesagerul” de Marcel Luca
- „Contact eșuat” de Marcel Luca
- „Sfârșitul planetei Zoster” de Marcel Luca
- „Reportaj despre un fapt divers” de Marcel Luca
- „Ella” de Marcel Luca
- „Dresorul de brygi” de Marcel Luca
- „Mașina vorbitoare” de Alexandru Pecican
- „Sfârșitul timpului” de Alexandru Pecican
- „In a gadda da vida” de Ovidiu Pecican
- „Oglinda” de Ovidiu Pecican
- „Calota” de Cornel Secu

## Legături externe
- en  Istoria publicării lucrării Anatomia unei secunde la Internet Speculative Fiction Database

## Vezi și
- Lista antologiilor de povestiri științifico-fantastice românești
- Lista cărților științifico-fantastice publicate în România după 1989
- La orizont această constelație (1990)